# Búsqueda inversa de imágenes

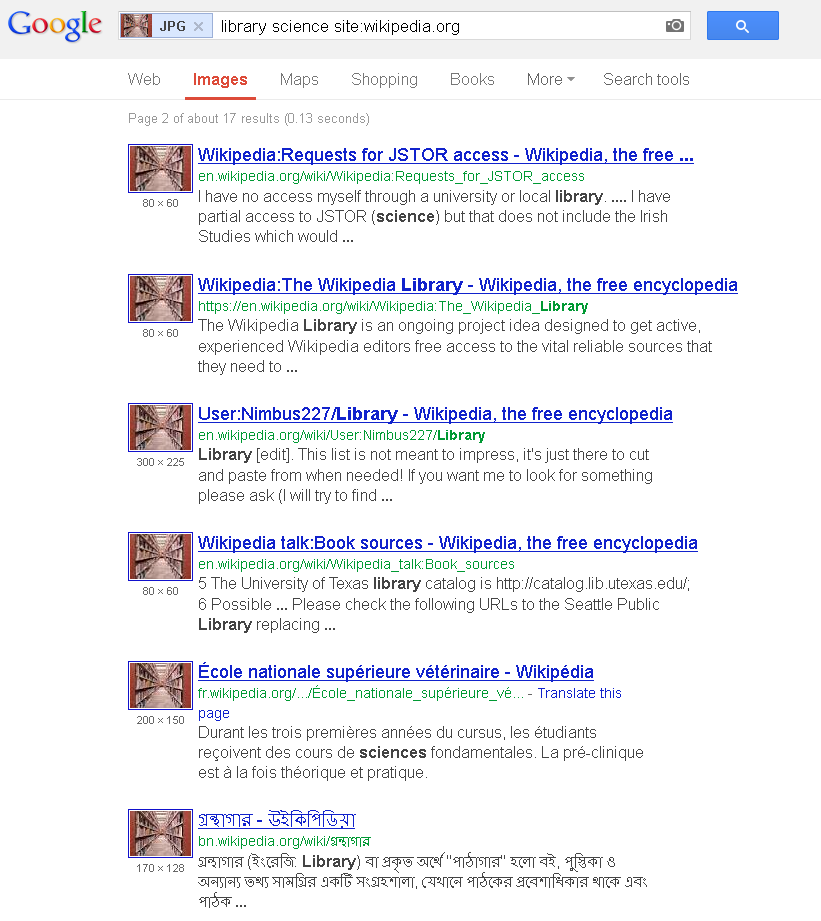
Búsqueda inversa de imágenes usando Google Images

La búsqueda inversa de imágenes es una técnica de consulta de recuperación de imágenes basada en contenido (CBIR) que implica proporcionar al sistema CBIR una imagen de muestra en la que luego basará su búsqueda. En términos de recuperación de información, la imagen de muestra es lo que formula una consulta de búsqueda. En particular, la búsqueda de imágenes inversas se caracteriza por la falta de términos de búsqueda. Esto elimina efectivamente la necesidad de que un usuario adivine palabras clave o términos que pueden o no devolver un resultado correcto. La búsqueda inversa de imágenes también permite a los usuarios descubrir contenido relacionado con una imagen de muestra específica, popularidad de una imagen, y descubrir versiones manipuladas y trabajos derivados.
La búsqueda inversa de imágenes se puede usar para localizar la fuente de una imagen, encontrar versiones de mayor resolución, descubrir las páginas web donde aparece la imagen, encontrar a la persona que creó la imagen u obtener información sobre una imagen.
Los algoritmos de búsqueda de imágenes inversas comúnmente utilizados incluyen transformación de características invariantes de escala (para extraer características locales de una imagen) y árbol de vocabulario.

## Ejemplos

### Imágenes de Google
La Búsqueda por imagen de Google es una función que utiliza la búsqueda inversa de imágenes y permite a los usuarios buscar imágenes relacionadas simplemente cargando una imagen o URL de imagen. Google logra esto mediante el análisis de la imagen presentada y la construcción de un modelo matemático con algoritmos avanzados. Luego se compara con millones de otras imágenes en las bases de datos de Google antes de devolver resultados coincidentes y similares. Cuando está disponible, Google también utiliza metadatos sobre la imagen, como la descripción.

### TinEye
TinEye es un motor de búsqueda especializado en búsqueda de imágenes inversas. Al enviar una imagen, TinEye crea una "firma digital o huella digital única y compacta" de dicha imagen y la compara con otras imágenes indexadas. Este procedimiento puede coincidir incluso con versiones muy editadas de la imagen presentada, pero generalmente no devolverá imágenes similares en los resultados. También puede utilizar TinEye para la búsqueda de vídeo inversa. Para eso, primero, debe tomar una captura de pantalla del marco y luego cargarlo en TinEye para su posterior procesamiento. Una vez que TinEye procesó la imagen, le mostrará el video u otros cuadros relacionados del mismo video.

### Pixsy
La tecnología de búsqueda de imágenes inversas de Pixsy detecta coincidencias de imágenes en Internet para imágenes cargadas en la plataforma Pixsy. Se detectan nuevas coincidencias automáticamente y se envían alertas al usuario. Para uso no autorizado, Pixsy ofrece un servicio de recuperación de compensación para uso comercial del trabajo de los propietarios de imágenes. Pixsy se asocia con más de 25 bufetes de abogados de todo el mundo para presentar una resolución por infracción de derechos de autor. Pixsy es el servicio estratégico de monitoreo de imágenes para Flickr.